# الکساندروف (شهر)
شهر الکساندروف (به روسی: Александров) در کشور روسیه و در اوبلاست ولادیمیر واقع شده‌است.

## نگارخانه

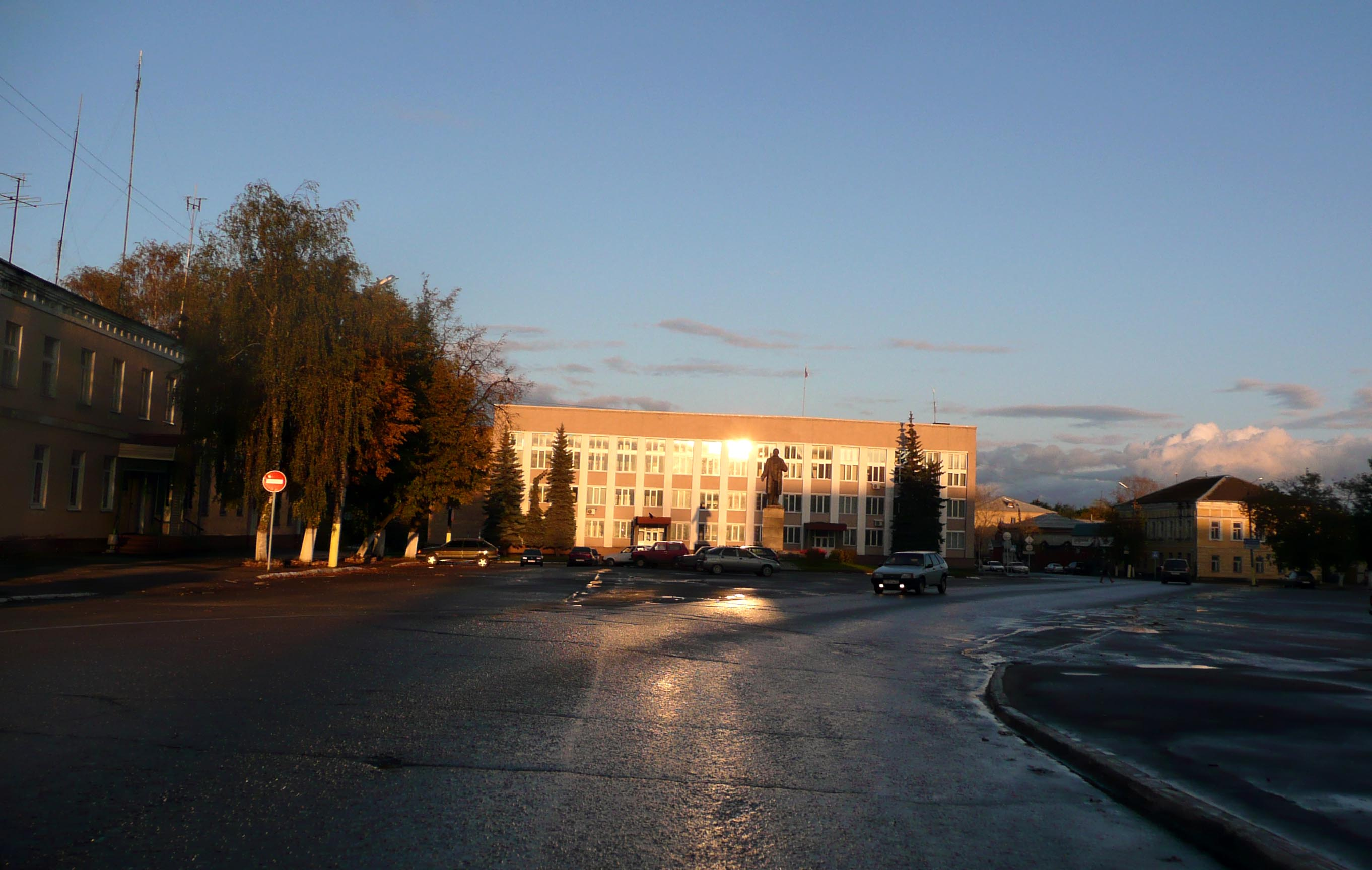
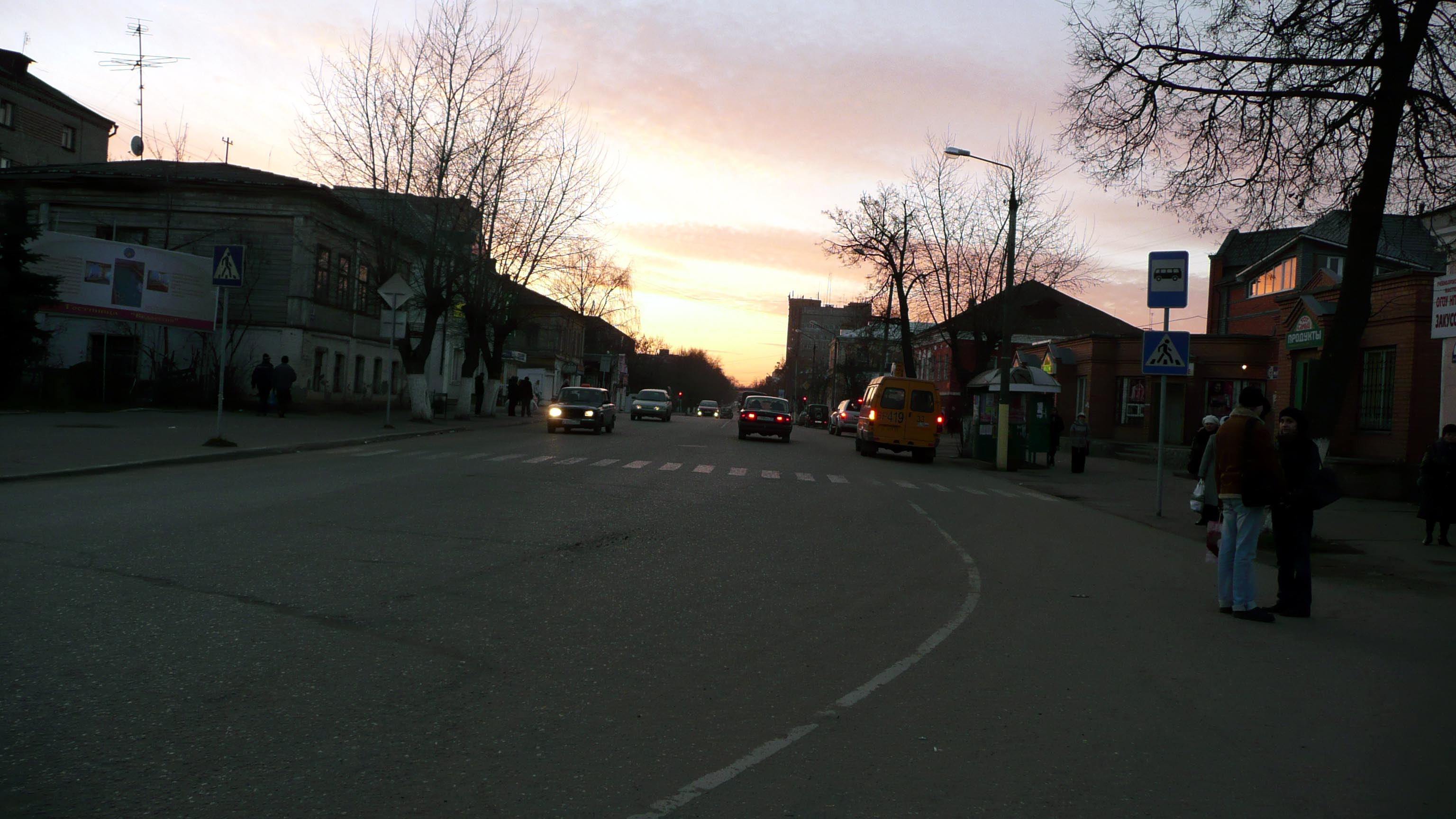